# Krzysztof Wach (ekonomista)
Krzysztof Adam Wach (ur. 1976 w Krakowie) – polski ekonomista, nauczyciel akademicki, profesor nauk społecznych, doktor habilitowany oraz doktor nauk ekonomicznych. Autor lub współautor ponad 200 publikacji naukowych, w tym kilkunastu książek.

## Edukacja
Absolwent krakowskiej Akademii Ekonomicznej, gdzie w 2001 na ówczesnym Wydziale Ekonomii ukończył jednolite studia magisterskie stacjonarne na kierunku międzynarodowe stosunki gospodarcze i polityczne i uzyskał tytuł zawodowy magistra w zakresie handlu zagranicznego. W 2006 uzyskał stopień doktora nauk ekonomicznych w zakresie nauk o zarządzaniu na Wydziale Ekonomii i Stosunków Międzynarodowych Uniwersytetu Ekonomicznego w Krakowie. Natomiast w 2013 uzyskał stopień doktora habilitowanego nauk ekonomicznych w zakresie ekonomii na tym samym wydziale. W maju 2020 uzyskał tytuł profesora nauk społecznych.

## Kariera zawodowa
Od 2001 pracownik naukowo-dydaktyczny UEK (2001–2006 asystent, 2007–2014 adiunkt, 2014-2020 profesor nadzwyczajny, od 2020 profesor). W 2020 r. wybrany do Komitetu Nauk Ekonomicznych Polskiej Akademii Nauk.
Gościnnie wykładał także w Akademii Górniczo-Hutniczej oraz w Ignatianum. Wykłady gościnne w zagranicznych uczelniach takich krajów jak USA (Grand Valley State University 2010, Roosevelt University 2013, Loyola University Chicago 2013, University of Detroit Mercy 2013), Wielka Brytania (Northumbria University, University College London), Hiszpania (Cartagena University of Technology 2013), Austria (FH Joanneum), Słowacja (Slovak University of Agriculture in Nitra), Ukraina (National University of LIfe and Environmental Sciences of Ukraine).
Członek międzynarodowych organizacji naukowych takich jak European International Business Academy (EIBA), Academy of International Business (AIB), Strategic Management Society (SMS), International Council for Small Business (ICSB) oraz krajowych organizacji takich jak Polskie Towarzystwo Ekonomiczne (PTE), członek Prezydium Zarządu PTE Oddział w Krakowie na kadencję 2015–2020, Towarzystwo Naukowe Organizacji i Kierownictwa (TNOiK).

## Pełnione funkcje
- od 2019 – Przewodniczący Rady Dyscypliny Ekonomia i Finanse UEK
- od 2016 – kierownik Katedry Handlu Zagranicznego UEK
- od 2014 – kierownik Centrum Przedsiębiorczości Strategicznej i Międzynarodowej UEK
- od 2015 – redaktor naczelny czasopisma „Przedsiębiorczość Międzynarodowa”, obecnie „International Entrepreneurship Review”
- od 2013 – redaktor naczelny czasopisma „Entrepreneurial Business and Economics Review” (ISSN 2353-883X, eISSN 2353-8821)
- od 2009 – członek Kolegium Redakcyjnego czasopisma „Horyzonty Polityki” (ISSN 2082-5897)
- od 2009 – członek Kolegium Redakcyjnego periodyku „CUE Discussion Papers” (ISSN 2081-3848)
- od 2008 – członek Rady Wydziału Ekonomii i Stosunków Międzynarodowych
- od 2008 – członek Senackiej Komisji UEK ds. Współpracy z Zagranicą
- 2007–2010 – członek Rady Inkubatora Technologicznego Krakowskiego Parku Technologicznego
- od 2007 – członek Kolegium Redakcyjnego czasopisma „ERENET Profile” (ISSN 1789-624X)
- 2006–2007 – dziekan Wydziału Ubezpieczeń Wyższej Szkoły Ubezpieczeń w Krakowie

## Publikacje książkowe (wybrane)
- Krzysztof Wach: Europeizacja małych i średnich przedsiębiorstw: rozwój przez umiędzynarodowienie. Warszawa: Wydawnictwo Naukowe PWN, 2012, s. 336. ISBN 978-83-01-17271-8.
- Krzysztof Wach: Entrepreneurship in the European Union. Kraków: Cracow University of Economics, 2015. ISBN 978-83-65262-02-8. Brak numerów stron w książcePDF
- Nelly Daszkiewicz, Krzysztof Wach: Małe i średnie przedsiębiorstwa na rynkach międzynarodowych. Kraków: Wydawnictwo Uniwersytetu Ekonomicznego w Krakowie, 2013, s. 172. ISBN 978-83-7252-639-7.
- Nelly Daszkiewicz, Krzysztof Wach: Internationalization of SMEs: Context, Models and Implementation. Gdańsk: Wydawnictwo Politechniki Gdańskiej, 2012, s. 109. ISBN 978-83-7348-411-5.
- Krzysztof Wach: Skutki akcesji do Unii Europejskiej dla polskich przedsiębiorstw. Kraków: Wydawnictwo Uniwersytetu Ekonomicznego w Krakowie, 2008, s. 146. ISBN 978-83-7252-420-1.
- Krzysztof Wach: Regionalne otoczenie małych i średnich przedsiębiorstw. Kraków: Wydawnictwo Uniwersytetu Ekonomicznego w Krakowie, 2008, s. 190. ISBN 978-83-7252-421-8.
- Krzysztof Wach: Europejski rynek pracy. Kraków: Wolters Kluwer Polska, 2007, s. 555. ISBN 978-83-7526-161-5.
- Krzysztof Wach: Systemy podatkowe krajów Unii Europejskiej. Kraków: Oficyna Ekonomiczna, 2006, s. 381. ISBN 83-7484-030-7. (wyd. I – 2005, wyd. II 2006)
- Krzysztof Wach: Jak założyć firmę w Unii Europejskiej. Kraków: Wolters Kluwer Polska, 2006, s. 421. ISBN 83-7484-057-9. (wyd. I – 2004, wyd. II – 2005, wyd. III – 2006)
- Krzysztof Wach: Europeizacja małych i średnich przedsiębiorstw. Kraków: Wydawnictwo Uniwersytetu Ekonomicznego w Krakowie, 2008, s. 87. ISBN 978-83-7252-417-1.
- Krzysztof Wach: Własny biznes w Unii Europejskiej. Kraków: Urząd Miasta Krakowa, 2008, s. 196. ISBN 978-83-925336-2-7. PDF
- Aleksander Surdej, Krzysztof Wach: Przedsiębiorstwa rodzinne wobec wyzwań sukcesji. Warszawa: Difin, 2010, s. 151. ISBN 978-83-7641-215-3.
- Aleksander Surdej, Krzysztof Wach: Succession in Family Firms. Toruń – Kraków: Wydawnictwo Adam Marszałek, 2010, s. 190. ISBN 978-83-7611-629-7.
- Europeanization processes from the Mesoeconomic Perspective: Industries and Policies. Piotr Stanek, Krzysztof Wach (red.). Kraków: Cracow University of Economics, 2015. ISBN 978-83-65262-01-1. Brak numerów stron w książcePDF